# Rejon osipowicki
Rejon osipowicki (biał. Асіповіцкі раён) – rejon w centralnej Białorusi, w obwodzie mohylewskim. Leży na terenie dawnego powiatu bobrujskiego.